# Pandémie de Covid-19 en Roumanie
La pandémie de Covid-19 en Roumanie démarre officiellement le 26 février 2020. À la date du 18 septembre 2022, le bilan est de 66 919 morts.
Le système de santé roumain, vieillissant et sous-financé, également confronté à la corruption des institutions et à l'émigration du personnel qualifié, s'est trouvé dépassé face à la crise sanitaire. Les hôpitaux se trouvent souvent dans un état déplorable, et quasiment aucun n’a été érigé depuis la chute du régime communiste en 1990. Le journal Le Monde précise que de nombreuses controverses ont alarmé l'opinion publique : « patients abandonnés nus à même le sol d’un hôpital délabré, d’autres attendant des heures dans des couloirs qu’un lit se libère, incendie dans un service causant la mort de 10 patients… »

## Historique
La presse roumaine annonce le 5 février que trois personnes récemment rentrées de Wuhan ont été placées en quarantaine à leur demande. Ces trois personnes ne présentent pas de symptôme de la maladie. Un premier cas est constaté dans le județ de Gorj le 26 février, il s'agit d'un jeune homme de 20 ans ayant été en contact avec un touriste italien infecté. Il est transporté à Bucarest le même jour.
Le 5 mars, trois personnes sont déclarées guéries, un homme à Gorj, un homme et une femme à Timișoara.
Le 6 mars, cinq personnes sont testées positives à Timișoara, Craiova, Cluj-Napoca et Iași.
Au 7 mars, dix personnes sont en cours de traitement à Timișoara, Bucarest, Craiova, Cluj-Napoca, Galați et Iași. La plupart de ces personnes sont de retour d'Italie.
Au 8 mars, une nouvelle personne est guérie, restent neuf personnes en cours de traitement à Timișoara, Bucarest, Craiova, Cluj-Napoca, Galați et Iași. Sont interdits de ce jour jusqu'au 31 mars tous les rassemblements de plus de 1 000 personnes en plein air ou en milieu confiné.
Au 23 mars, date de l'entrée en vigueur des mesures de confinement, on compte sept décès, et le 27 mars 2020, 26 décès au total sont à déplorer.
Le județ de Suceava est particulièrement affecté, recensant à lui-seul près de 2 000 cas.
La Roumanie est durement atteinte par la deuxième vague de Covid-19, enregistrant notamment 211 décès en vingt-quatre heures le 3 décembre. Le président du syndicat de personnel hospitalier Sanitas pour Bucarest explique début décembre que « le système est au bord de l’effondrement, tous les hôpitaux qui sont capables de traiter le Covid sont pleins ».
En février 2021, 19 738 décès provoqués par le coronavirus sont déplorés sur les 19 millions d'habitants du pays.
À la fin d'août 2021, plus de 1,09 million de cas de COVID-19 sont confirmés depuis le début de la pandémie. Une quatrième vague dominée par la variante Delta du virus, serait due à la mobilité accrue, les contacts fréquents entre les personnes et le non-respect des mesures de santé publique.

## Mesures

### Mesures sociales
Au 10 mars 2020, des mesures restrictives sont prises, la fermeture de toutes les écoles et crèches du 11 au 22 mars (certaines universités répercutent aussi cette décision) et la suspension de tous les transports routiers ou ferroviaires vers ou depuis l'Italie jusqu'au 31 mars 2020.
Le jeudi 26 mars, le ministre de la Santé Victor Costache démissionne en invoquant des raisons personnelles et professionnelles. Il avait été mis en cause pour sa gestion de l'épidémie.
À partir du mercredi 29 juillet 2020, les bars et restaurants voient leurs activités réduites, ils ne pourront servir leurs clients qu'en terrasse avec un maximum de quatre personnes par table. Plusieurs villages et une ville sont placés en quarantaine.
Le centre européen de prévention et de contrôle des maladies fait part de sa grande inquiétude concernant sept pays, dont la Roumanie, en raison d'une proportion plus élevée du nombre de cas graves et d'hospitalisations.
En septembre 2020, la Roumanie exécute 25 000 tests par jour et cible les patients présentant des symptômes, ce qui est jugé insuffisant.
Les rassemblements de plus de cinquante personnes sont interdits.
Le président roumain Klaus Iohannis annonce, le jeudi 5 novembre 2020, de nouvelles restrictions. Un couvre-feu nocturne est instauré, les cours seront suivis uniquement à distance et le port du masque sera obligatoire à l'extérieur. Le télétravail est fortement encouragé. Les fêtes publiques ou privées sont interdites.

### Mesures médicales
Mi-février 2021, le comité national de vaccination se félicite "que le pays soit le sixième État de l’Union européenne en termes de doses administrées et le cinquième pour le nombre de personnes totalement vaccinées". La Roumanie est l'un des premiers pays à vacciner ses sans-abri.
Mais en juin la vaccination a fortement ralenti et le pays envisage, pour que les doses ne se perdent pas, de les céder à d'autres pays.
Aussi, en août 2021, "selon des responsables du ministère de la Santé, la Roumanie a fait don de plus de 2 millions de doses de vaccins COVID-19 et a revendu plus de 1,1 million de doses".

## Conséquences économiques
Des fermes néerlandaises pratiquant l'élevage de visons se délocalisent en Roumanie à partir de l'été 2020. Les éleveurs ont été confrontés aux Pays-Bas à l’élimination ou à l’arrêt de leur production en raison de la transmission du coronavirus des visons aux humains avec le risque de faire apparaitre des variantes du virus susceptibles de compromettre l’efficacité des vaccins.

## Corruption
Le gouvernement roumain, alors dirigé par le Parti national libéral (PNL), décide en mars 2020 de confier à Adrian Ionel, le directeur de l’entreprise publique Unifarm, la mission de remédier au manque de matériel médical et 230 millions d’euros à dépenser à sa discrétion. Il est en décembre poursuivi pour abus de fonction et détournement de fonds.

## Oppositions
La députée Diana Iovanovici Șoșoacă est l'une des principales figures anti-vaccin de la Pandémie de Covid-19 en Roumanie,.

## Statistiques

Nombre de cas en Roumanie depuis le début de l'épidémie.

Nombre de morts en Roumanie depuis le début de l'épidémie.